# Cratere Wendell
Wendell è un cratere sulla superficie di Fobos.